# Leszcze Częściowe
Leszcze Częściowe – wieś w Polsce położona w województwie wielkopolskim, w powiecie kolskim, w gminie Kościelec.